# J-pop
J-pop (/ʤeɪ pɔp/) je skraćenica za japanski pop. Odnosi se na japansku pop glazbu koja je pod utjecajem zapadne glazbe. Termin se pojavio krajem 80-tih godina na radio postaji J-WAVE. Upotrebljava se za mnogo različitih žanrova japanske glazbe.
Japanske glazbene trgovine obično dijele glazbu na četiri police: J-pop, enka (japanska tradicionalna balada), klasika i zapadna pop glazba.

## Povijest
Termin J-POP je nastao 1988. godine na sastanku, koji je administrativni direktor radio postaje J-WAVE Hideo Saito održao s predstavnicima japanskih muzičkih kuća.

## Poznate J-pop grupe i glazbenici
- AKB48
- Momoiro Clover Z

## Podžanrovi
Termin "J-pop" uključuje većinu japanske glazbe, pa čak i većinu žanrova koji se u drugim zemljama klasificiraju odvojeno.
- Anime pjesme
- Boy band
- Pop
- Girl group
- J-rock
- J-core
- Shibuya-kei
- Video game music
- Visual kei
- J-urban
- J-ska

## Galerija
- Momoiro Clover Z
- AKB48

## Vanjske poveznice
- AsianLoad.com.  Arhivirana inačica izvorne stranice od 18. rujna 2018. (Wayback Machine)
- Japan Revolution
- J-pop wiki
- Jpop.Com
- JpopAsia.com  Arhivirana inačica izvorne stranice od 27. veljače 2007. (Wayback Machine)
- Xcentre.net  Arhivirana inačica izvorne stranice od 26. veljače 2007. (Wayback Machine)
- J-pop news
- J!-ENT
- J-Music Italia  Arhivirana inačica izvorne stranice od 1. svibnja 2021. (Wayback Machine)